# Kevin Richardson (football)
Pour les articles homonymes, voir Kevin Richardson et Richardson.
Kevin Richardson est un footballeur anglais né le 4 décembre 1962 à Newcastle-upon-Tyne.Il était milieu de terrain.
Kevin Richardson a reçu une sélection en équipe d'Angleterre et a remporté la Coupe des Vainqueurs de Coupes en 1985 avec Everton.

## Carrière
- 1980-1986 : Everton FC  Angleterre
- 1986-1987 : Watford FC  Angleterre
- 1987-1990 : Arsenal FC  Angleterre
- 1990-1991 : Real Sociedad  Espagne
- 1991-1995 : Aston Villa  Angleterre
- 1995-1997 : Coventry City  Angleterre
- 1997-1998 : Southampton FC  Angleterre
- 1998-2000 : Barnsley FC  Angleterre
- 1999-2000 : Blackpool FC  Angleterre[1]

## Palmarès
- 1 sélection et aucun but avec l'équipe d'Angleterre en 1994
- Vainqueur de la Coupe des Vainqueurs de Coupes en 1985 avec Everton
- Champion d'Angleterre en 1985 avec Everton et en 1989 avec Arsenal
- Vainqueur de la Coupe d'Angleterre (FA Cup) en 1984 avec Everton
- Vainqueur de la League Cup en 1994 avec Aston Villa
- Vainqueur du Charity Shield en 1984, 1985 et 1986 avec Everton